# The Pearl of Death
The Pearl of Death is een Amerikaanse film uit 1944, gebaseerd op het personage Sherlock Holmes. De film werd geregisseerd door Roy William Neill. Het is de negende van de Sherlock Holmes-films met Basil Rathbone als Holmes en Nigel Bruce als Dr. Watson.
Het verhaal is losjes gebaseerd op het korte verhaal The Adventure of the Six Napoleons, maar voegt hier een groot aantal dingen aan toe.

## Plot
Een meestercrimineel genaamd Giles Conover steelt de beroemde "Borgia-parel" uit het Royal Regent Museum, recht onder de neus van Holmes en Watson vandaan. De twee slagen er al snel in Conover in te halen en te overmeesteren, maar hij blijkt de parel niet langer bij zich te hebben. Bij gebrek aan bewijs moeten ze hem laten gaan.
Later ontvangt Holmes nieuws over een moord op een oude kolonel, die schijnbaar zonder enig motief is gepleegd. Hij is gevonden met een gebroken rug, te midden van een stapel brokstukken van gips en porselein. Holmes herkent de unieke manier waarop de kolonel is gedood als het werk van "de Hoxton Creeper", Conovers rechterhand.
Er vindt nog een moord plaats, ditmaal op een oude dame. Ook rondom haar lichaam wordt gebroken gips en porselein gevonden. Holmes wordt tijdens zijn onderzoek tweemaal doelwit van Conover, maar ontkomt beide keren. Holmes concludeert dat Conover op zoek is naar de parel daar hij die natuurlijk snel heeft weggestopt toen hij en Watson hem achtervolgden.
Na een derde moord ziet Holmes eindelijk een verband: alle drie de vermoorde mensen waren in het bezit van een borstbeeld van Napoleon Bonaparte, dat na de moord is stukgeslagen. Toen Holmes en Watson Conover achtervolgden, rende hij door de werkplaats waar deze beelden werden gemaakt. Hij heeft de parel blijkbaar in een van de beelden gestopt, en probeert nu te achterhalen welke.
Holmes spoort de verkoper van de beelden op, en ontdekt dat er die dag zes gemaakt zijn. Holmes gaat naar het adres waar het laatste beeld zich bevindt, en wacht daar op Conover en The Creeper. The Creeper is duidelijk sterker dan Holmes, maar Holmes overtuigt hem dat Conover hem waarschijnlijk zal verraden als hij de parel heeft. Hierop keert The Creeper zich tegen Conover, en doodt hem voor de politie arriveert. Holmes slaat het laatste beeld stuk, en vindt de parel.

## Cast
| Acteur          | Personage           |
| --------------- | ------------------- |
| Basil Rathbone  | Sherlock Holmes     |
| Nigel Bruce     | John H. Watson      |
| Dennis Hoey     | Inspecteur Lestrade |
| Evelyn Ankers   | Naomi Drake         |
| Miles Mander    | Giles Conover       |
| Ian Wolfe       | Amos Hodder         |
| Charles Francis | Digby               |
| Holmes Herbert  | James Goodram       |
| Richard Nugent  | Bates               |
| Mary Gordon     | Mrs. Hudson         |
| Rondo Hatton    | The Creeper         |